# جاوس (قارئ الشاشة)
جاوس (JAWS) اختصار للكلمات الإنجليزية Job Access With Speech، والتي تعني العمل المدعوم بالنطق، هو برنامج لشركة ميكروسوفت يُمكّن المكفوفين وضعاف البصر من استخدام الحاسب الآلي، إما عن طريق نطق محتويات الشاشة، أو عرضها على لوحة مخصصة بطريقة بريل. ويقوم على إنتاج البرنامج مجموعة من ضعاف البصر والمكفوفين تسمى فريدم ساينتفك (freedom scientific)، الواقعة بشارع سانت بيتر برج، فلوريدا، الولايات المتحدة الأمريكية.